# Universe Today
Universe Today (U.T.) est un site web non commercial sur l'espace et l'astronomie basé en Amérique du Nord. Le domaine a été enregistré le 30 décembre 1998, et le site web débute en mars 1999, fondé le canadien Fraser Cain. Universe Today a pris sa forme actuelle de 24 juillet 2003, présentant des nouvelles sur l'astronomie et des questions liées à l'espace.
Début septembre 2005, la section forum a fusionné avec Bad Astronomy en tant que site combiné avec le forum BAUT. En avril 2011, l'Association of British Science Writers a noté que Universe Today avait décidé de ne pas préparer de reportages sur des embargos d'information jusqu'à ce qu'elles soient de notoriété publique,.
Emily Lakdawalla a déclaré qu'elle s'appuie sur Universe Today et Bad Astronomy pour « donner… un regard indépendant sur les grandes actualités ».

## Publications
Universe Today a publié deux livres, qui sont disponibles en livres numériques ou en média physique :
- Tammy Plotner et Jeff Barbour, What's Up 2006: 365 Days of Skywatching, 2006 (ISBN 978-1-4116-8287-0, lire en ligne [PDF])
- Tammy Plotner, What's Up 2007: 365 Days of Skywatching, 2006 (ISBN 978-0-9782214-0-9, lire en ligne)